# نكست
كانت نكست (عُرفت مؤخرًا بـ Next Computer, Inc وNext Software, Inc. وأصبح الشكل التي يكتب بها اسمها NeXT (نكست)) شركة كمبيوتر أمريكية يقع مقرها الرئيسي في ريدوود سيتي، بولاية كاليفورنيا، حيث عملت على تطوير وتصنيع سلسلة من محطات عمل أجهزة الكمبيوتر المعنية بأسواق الأعمال والتعليم العالي. وأسس ستيف جوبز، المؤسس المشارك في شركة أبل Apple Computer، في عام 1985 شركة نكست بعد أن أُجبر على الاستقالة من أبل. وقدمت شركة نكست أول جهاز كمبيوتر NeXT Computer من إنتاج الشركة في عام 1988 والأجهزة الأصغر حجمًا NeXTstation في عام 1990. وكانت مبيعات أجهزة كمبيوتر نكست محدودة نسبيًا، حيث قُدّرت عدد الوحدات التي تم شحنها في المجمل بـ 50000 وحدة تقريبًا. وبغض النظر عن ذلك، فقد كان لنظام التشغيل الإبداعي نيكست ستيب كائني المنحى للشركة وبيئة التطوير تأثير بالغ.
وقد أطلقت شركة نكست بعد ذلك العديد من أجهزة نظام نيكست ستيب كمعيار بيئة برمجية أُطلق عليه اوبن ستيب. وقد انسحبت شركة نكست من أعمال الهاردوير في عام 1993 للتركيز على تسويق اوبن ستيب للعديد من صانعي المعدات الأصلية. كما قامت شركة نكست بتطوير WebObjects، أحد أطر عمل تطبيق ويب الأول للمؤسسات.كما طورت شركة نسكت إطار العمل WebObjects، الذي يمثل أحد أطر العمل الأولى لتطبيقات الويب بالمؤسسات. ولم يحظى WebObjects مطلقًا بشعبية كبيرة نظرًا لسعره الأولي المرتفع البالغ 50000 دولار أمريكي ولكنه لا يزال يمثل مثالاً مبكرًا وبارزًا لخادم ويب يعتمد على جيل الصفحات الديناميكية بدلاً من المحتوى الثابت. وقد اشترت شركة أبل شركة نكست في العشرين من ديسمبر 1996 مقابل 429 مليون دولار أمريكي و1.5 مليون سهم من أسهم شركة أبل, وقد تم بناء الكثير من نظام ماك أو إس عشرة الحالي على أساس OPENSTEP. ¬¬ويُقدَّم WebObjects حاليًا كحزمة مع ماك أو إس إكس سيرفر وXcode.

## وصلات خارجية
- "www.next.com (web archive)". مؤرشف من الأصل في 1997-04-12.